# Marie-Thérèse Gauley
Marie-Thérèse Gauley est une chanteuse d'opéra et concertiste française née le 15 février 1903 à Paris et morte le 23 janvier 1992 à Malakoff. Elle tient des rôles de soprano et de mezzo-soprano sur des scènes françaises et à l'étranger. Elle réalise des enregistrements pour les premières émissions de la radio française et pour le label Odeon. Elle crée le rôle de l'Enfant pour L'Enfant et les Sortilèges de Maurice Ravel.

## Biographie

### Enfance et formation
Marie-Thérèse Gauley est née à Paris, d'Armand Gauley (1864–1922), comédien au Théâtre de l'Odéon, et de Marie Gauley-Texier (1866–1948), une mezzo-soprano de l'Opéra de Paris. Le couple enseigne la diction et le chant à des élèves privés dans leurs appartements de l'Avenue de Tourville. Enfant, elle se produit parfois en public avec ses parents.
Marie-Thérèse Gauley étudie au Conservatoire de Paris de 1921 à 1924. Elle obtient les premiers prix du conservatoire de chant et d'opéra comique. Elle fait ses débuts sur scène le 2 novembre 1924 dans le rôle d'Olympia dans Les Contes d'Hoffmann d'Offenbach au Théâtre de l'Opéra-Comique à Paris. Cette prestation marque le début d'une longue carrière au sein de la compagnie.

### Carrière

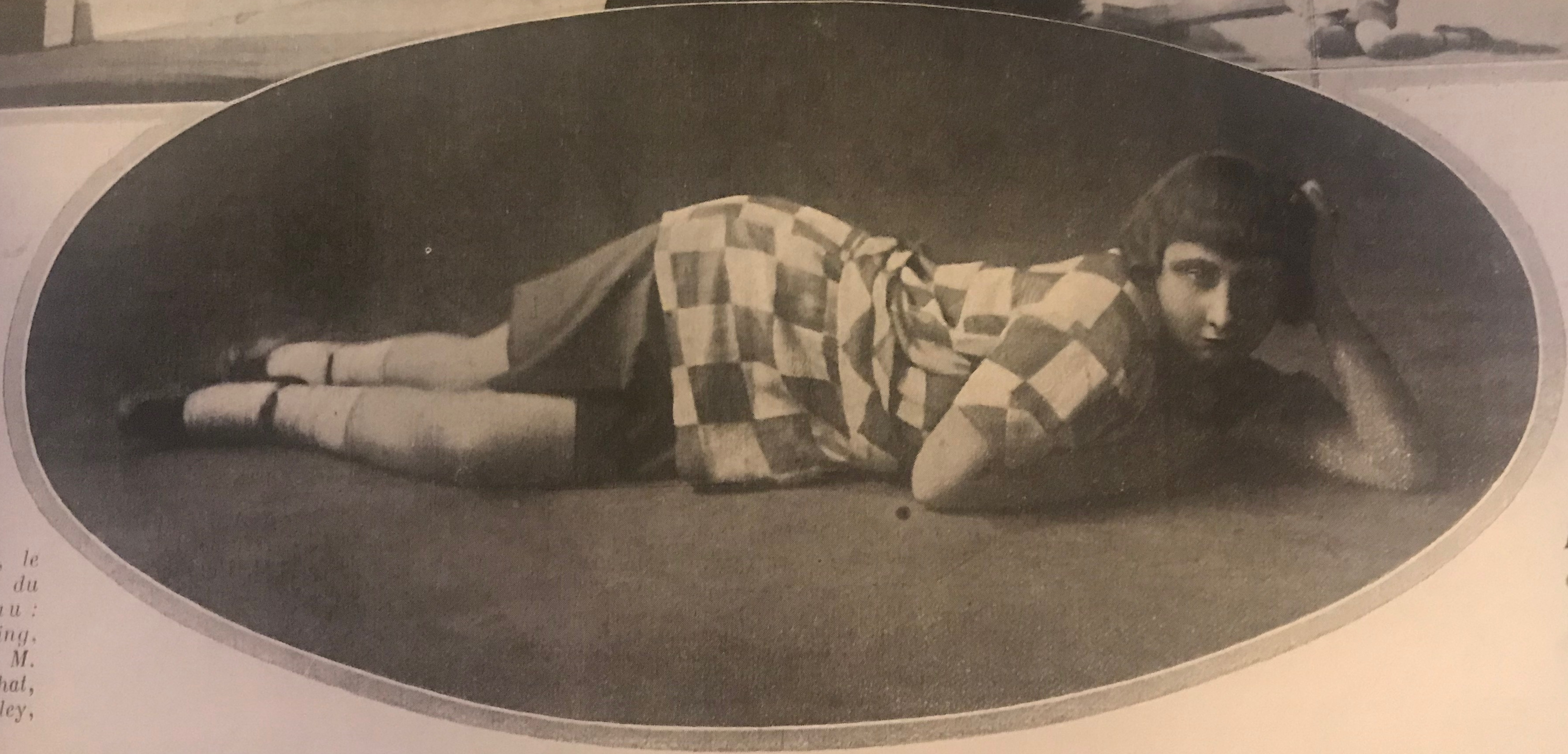
Marie-Thérèse Gauley dans le rôle de l'enfant dans L'Enfant et les Sortilèges, Paris, 1926.

Marie-Thérèse Gauley fait ses débuts sur scène dans le rôle du page lors de la représentation de Salomé en 1911. L'orchestre est dirigé par André Messager.
Marie-Thérèse Gauley connait le succès à l'Opéra-Comique avec le rôle de Rosina dans Le Barbier de Séville et dans les rôles-titres de Mireille et Lakmé . Elle enregistre des extraits de ces trois opéras pour le label Odeon. Sa petite silhouette l'amène à interpréter avec succès des rôles d'enfant. Elle tient le rôle de l'enfant dans L'Enfant et les Sortilèges de Ravel lors de sa première mondiale à Monaco en 1925 et lors de sa première représentation à l'Opéra-Comique en 1926. Ravel attribue le succès de l'opéra en partie au jeu de la cantatrice et à sa « voix ravissante ». Ses autres rôles d'enfants incluent Yniold, le jeune fils de Golaud dans Pelléas et Mélisande et Andreloun, le garçon berger de Mireille.
Au cours des années 1930, elle apparait dans plusieurs premières mondiales d'opéras contemporains et mène en parallèle une carrière en tant que concertiste. Elle participe à des émissions radiophoniques sur Radio-Paris et le Le Poste parisien. Bien que sa carrière lyrique se déroule principalement à l'Opéra-Comique, elle se produit à l'Opéra de Monte-Carlo en 1927 où elle interprète les trois rôles féminins principaux dans Les contes d'Hoffmann et Sophie dans Der Rosenkavalier. Elle se produit également en tant qu'artiste invitée au Théâtre de la Monnaie de Bruxelles et dans les opéras d'Amsterdam, Genève, Liège, Lyon, Strasbourg et Aix-les-Bains. En 1950, elle chante dans Ariane et Barbe-Bleue de Paul Dukas lors de sa première représentation au Teatro San Carlo de Naples.
Après avoir quitté la scène, Marie-Thérèse Gauley enseigne le chant à Paris jusqu'en 1987. Elle meurt à l'âge de 88 ans à Malakoff, en banlieue parisienne.

## Principaux rôles
La cantatrice a notamment interprété des rôles lors de première mondiale : 
- L'enfant dans L'Enfant et les Sortilèges de Maurice Ravel, Opéra de Monte-Carlo, Monaco, 1925
- Innocent dans Le Poirier de misère de Marcel Delannoy, Théâtre de l'Opéra-Comique, Paris, 1927
- Henriette dans La Pie borgne de Henri Büsser, Théâtre du Grand Cercle, Aix-les-Bains, 1927
- Rose dans Sarati le Terrible de Francis Bousquet, Théâtre de l'Opéra-Comique, Paris, 1928
- Claudine dans George Dandin de Max d'Ollone, Théâtre de l'Opéra-Comique, Paris, 1930
- Isidore dans Le Sicilien ou l'Amour peintre d'Omer Letorey, Théâtre de l'Opéra-Comique, Paris, 1930
- Francezine dans Cantegril de Jean Roger-Ducasse, Théâtre de l'Opéra-Comique, Paris, 1931
- Colombine dans Idylle funambulesque de Robert Planel, Institut de France, Paris, 1933